# Mario A. Ferrero
Mario A. Ferrero, född 1904, död 1965 i USA, var en italiensk astronom.
Minor Planet Center listar honom som en av upptäckarna av 2 asteroider. Hans samarbetspartner var den tyske astronomen Max Wolf.
Asteroiden 7684 Marioferrero är uppkallad efter honom.

## Asteroider upptäckta av Mario A. Ferrero
| 1169 Alwine [A]                      | 30 augusti 1930 |
| 2119 Schwall [A]                     | 30 augusti 1930 |
| Upptäckt tillsammans med: A Max Wolf |                 |